# Saint-Jean-Cap-Ferrat

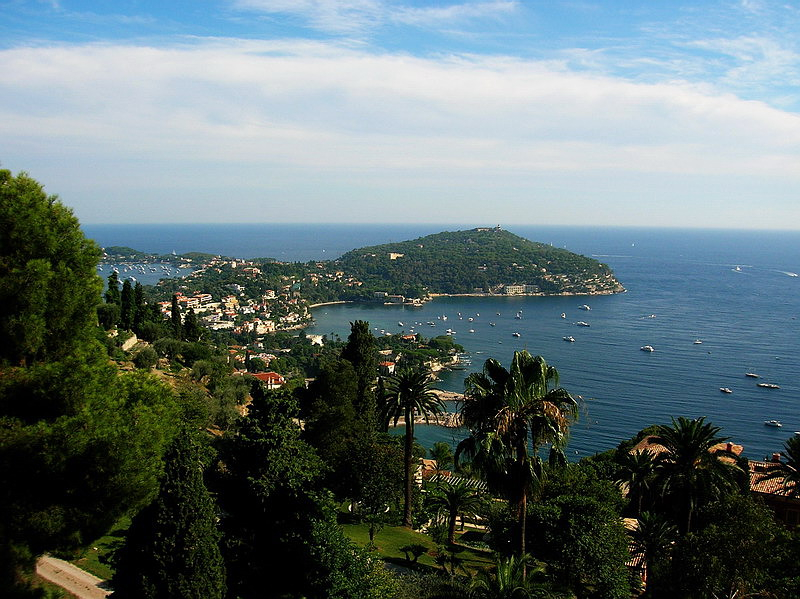
Saint-Jean-Cap-Ferrat

Saint-Jean-Cap-Ferrat är en gammal fiskeby belägen i en bukt på östra sidan av halvön Cap Ferrat på Franska rivieran mellan Nice och Monaco i departementet Alpes-Maritimes. Trots att Cap Ferrat från mitten av 1800-talet varit ett av världens dyraste och mest exklusiva bostadsområden har byn behållit mycket av sin ursprungliga karaktär. Bykärnan omges av praktfulla villor och palats i lummiga trädgårdar, bland annat den magnifika Villa Ephrussi de Rotschild som idag är ett museum öppet för allmänheten. På halvön finns också ett zoo samt flera förnäma hotell och några stränder.

## Befolkningsutveckling
Antalet invånare i kommunen Saint-Jean-Cap-Ferrat
| Referens: INSEE |